# 웽치나군

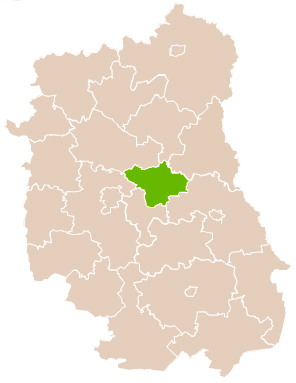
루블린주 지도에 표시된 웽치나군의 위치

웽치나군(폴란드어: powiat łęczyński)은 폴란드 루블린주에 위치한 군으로 군청 소재지는 웽치나이며 면적은 633.75km2, 인구는 57,372명(2019년 기준), 인구 밀도는 91명/km2이다.
북쪽으로는 파르체프군, 동쪽으로는 브워다바군, 헤움군, 남서쪽으로는 시비드니크군, 서쪽으로는 루블린군, 북서쪽으로는 루바르투프군과 접한다. 6개 지방 자치체(1개 도시형 농촌, 5개 농촌)를 관할한다.

군기
군 문장